# Arroyo del Blanquillo
El arroyo del Blanquillo es un curso de agua uruguayo que atraviesa el departamento de Durazno perteneciente a la cuenca hidrográfica del Río de la Plata.
Nace en la cuchilla Grande del Durazno y desemboca en el río Negro tras recorrer alrededor de 68 km. Su principal afluente es el arroyo Chileno Grande.